# Dicamptus tampus
Dicamptus tampus är en stekelart som beskrevs av Ian D. Gauld och Mitchell 1978. Dicamptus tampus ingår i släktet Dicamptus och familjen brokparasitsteklar. Inga underarter finns listade i Catalogue of Life.